# مورتون (میسیسیپی)
مورتون (به انگلیسی: Morton) شهری در ایالت میسیسیپی کشور ایالات متحده آمریکا است که جمعیت آن در سرشماری سال ۲۰۱۰ میلادی، ۳٬۴۶۲
نفر بوده‌است.